# (31711) Suresh
1999 JY52 (asteroide 31711) é um asteroide da cintura principal. Possui uma excentricidade de 0.08283740 e uma inclinação de 9.26591º.
Este asteroide foi descoberto no dia 10 de maio de 1999 por LINEAR em Socorro.